# Een spelletje triktrak
Een spelletje triktrak is een schilderij van Judith Leyster uit circa 1631.

## Voorstelling
De man die zich omdraait, speelt een spelletje triktrak met een man en een vrouw, maar het is niet meteen duidelijk wie zijn directe tegenstander is. In de 17e eeuw werden triktrak en kaarten vooral in openbare gelegenheden zoals herbergen en bordelen gespeeld. Het clair-obscur geeft iets schimmigs aan de voorstelling en verraadt dat er dingen gebeuren die het daglicht niet kunnen verdragen. De compositie met de lachende figuur die de kijker aankijkt en met een draaiende beweging de blik het schilderij in trekt, is te vergelijken met enkele schemerachtige werken met kaartspelers van Jan Miense Molenaer, maar zoals gewoonlijk heeft Judith Leyster de groep beperkt tot enkele figuren en daar alle aandacht op gericht. De compacte compositie met drie personen, van wie de voorste uit het schilderij kijkt, kan Leyster ontleend hebben aan Dirck Hals, maar bij Leyster is de scène dramatischer.
Triktrak spelen en recreatief roken werden in de 16e en 17e eeuw gezien als afkeurenswaardige bezigheden. Volgens moralistische prenten uit deze tijd was dit "verkeerde ijver" die leidde tot "ledigheid". De toekijkende man die met zijn hoofd op zijn hand leunt, gaat terug op voorstellingen van Acedia, de traagheid of luiheid, in de Middeleeuwen een van de hoofdzonden. Daarnaast moet de triktrakspeler het ook opnemen tegen de verleiding van de jonge vrouw die hem een pijp aanbiedt – een gebaar waarvan de dubbelzinnige betekenis geen kijker zou ontgaan. Klaarblijkelijk staat er meer op het spel dan alleen zijn geld.
Hoewel het schilderij een waarschuwing bevat tegen lichtzinnig gedrag, legt Leyster daar niet al te veel nadruk op. Ze gebruikt traditionele voorstellingen en motieven, maar geeft daar haar eigen draai aan. Het gaat haar vooral om het uitbeelden van een aantrekkelijke scène met levensechte, geloofwaardige personages.

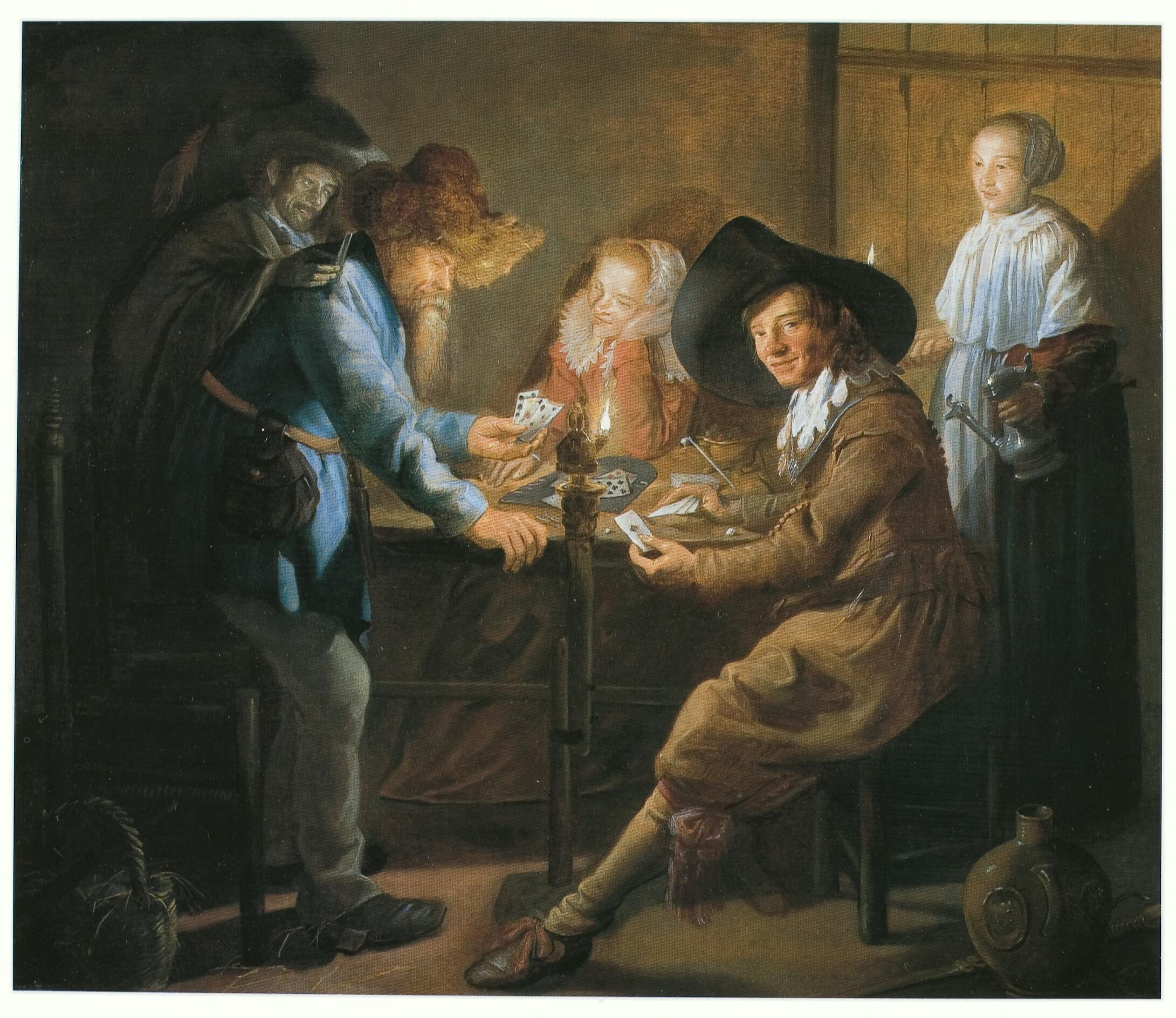
Jan Miense Molenaer, Kaartspelers bij lamplicht, 44 × 51 cm, privéverzameling
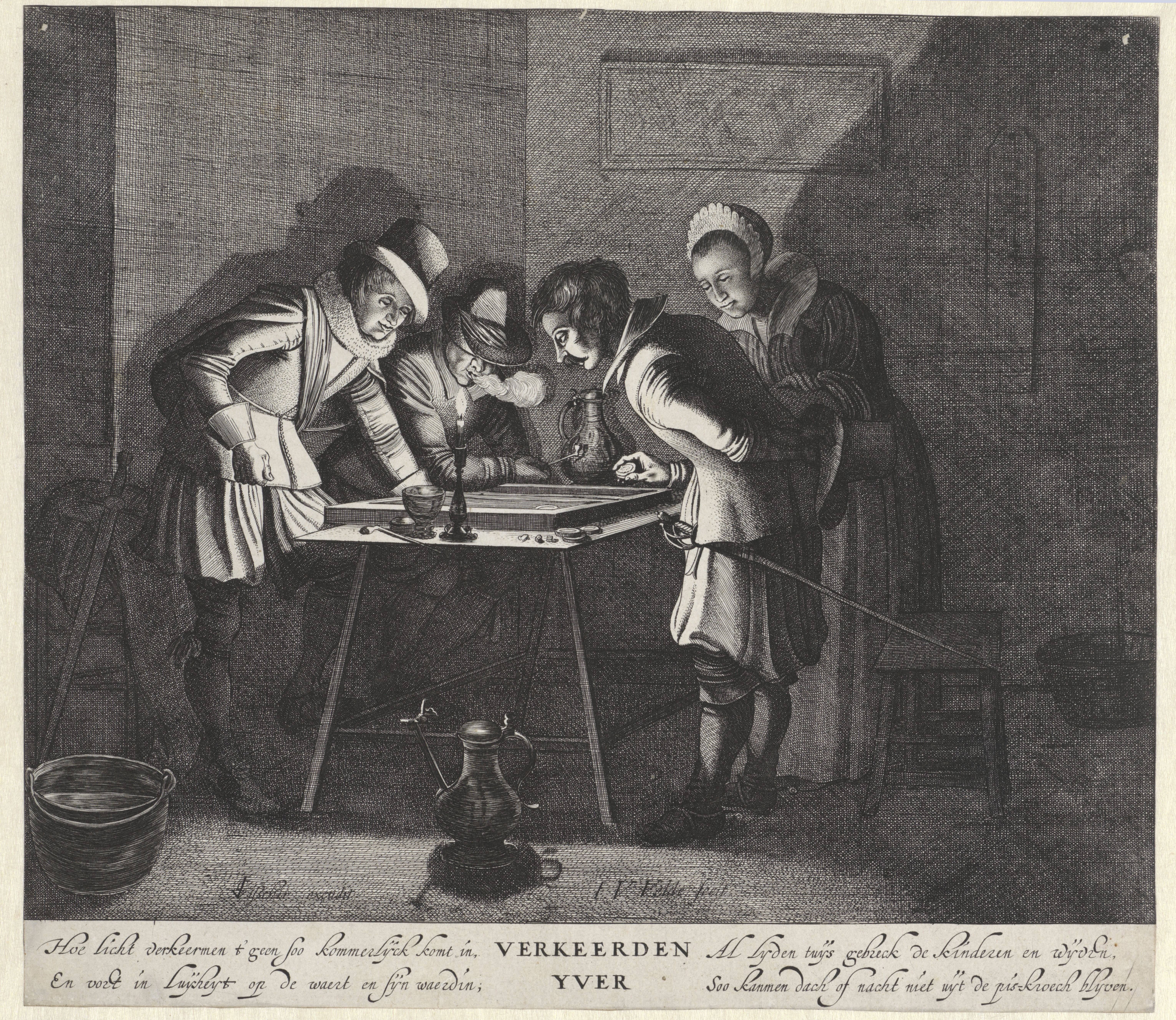
Jan van de Velde (II), Verkeerden Yver: Triktrakspelers bij kaarslicht, ca. 1620-1630, ets en gravure, 23,6 × 26,9 cm, Rijksmuseum Amsterdam
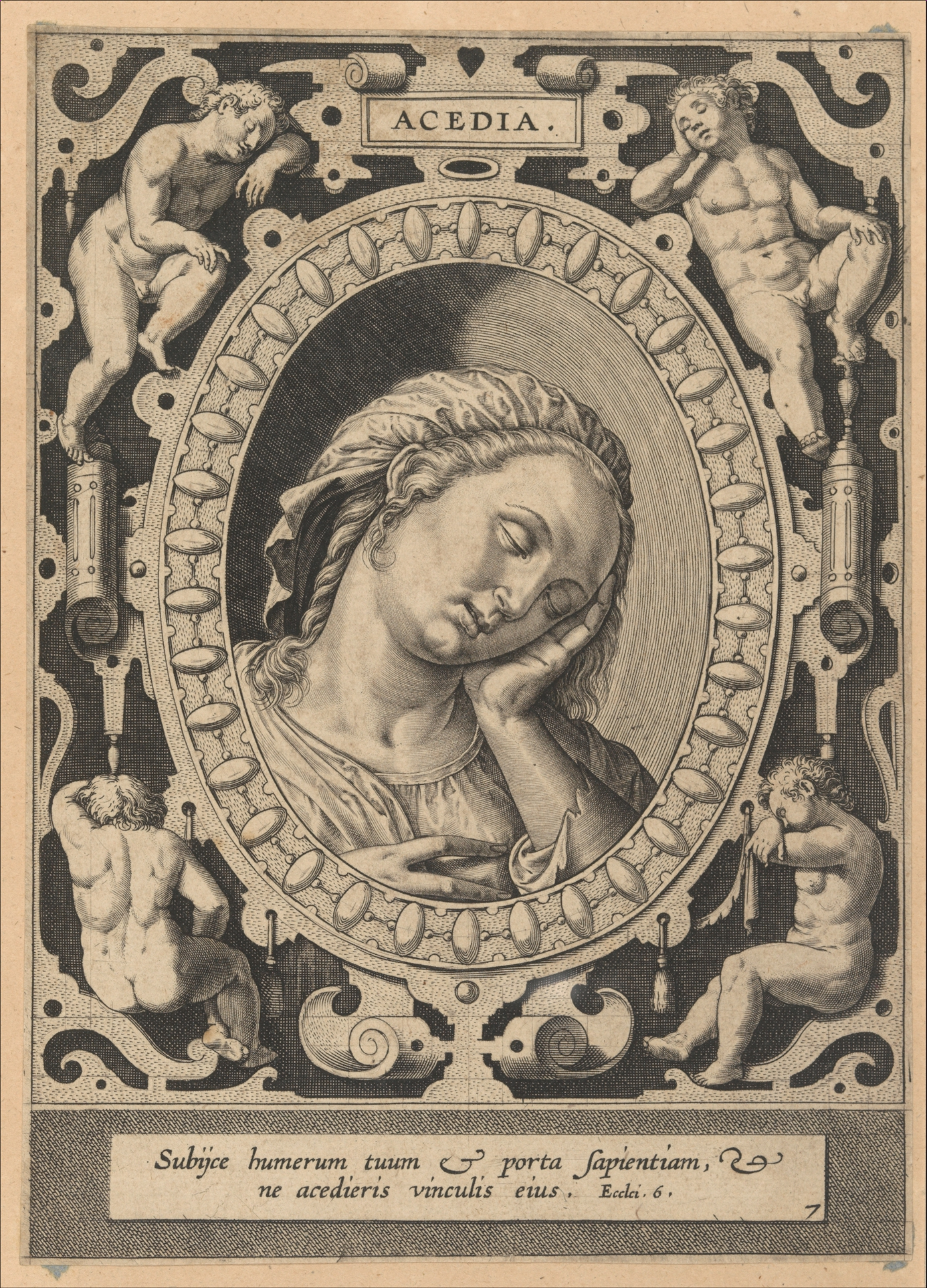
Hieronymus Wierix, Acedia, voor 1612, gravure, 18,5 × 13,3 cm, Metropolitan Museum of Art, New York

## Herkomst
Het schilderij is rond 1823 in Amsterdam aangekocht door James Sterrett voor zijn broer kolonel J.B. Sterrett in Baltimore. Sindsdien is het gesignaleerd bij diverse Amerikaanse verzamelaars en kunsthandels in onder andere Boston (Massachusetts) en Wyomissing (Pennsylvania). Bij de veiling van het schilderij op 9 oktober 1980 werd het aangekocht door Robert en Mary S. Cushman, die het in 1983 schonken aan het Worcester Art Museum in Worcester (Massachusetts).